# Костромитино
Костромитино — деревня в Ливенском районе Орловской области России. Входит в состав Здоровецкого сельского поселения.

## География
Деревня находится на правом берегу реки Лесная Ливенка, северо-восточнее урочища Лесное-Ямское, на расстоянии 7 км к северо-западу от города Ливны, административного центра района.

### Часовой пояс
Деревня Костромитино, как и вся Орловская область, находится в часовой зоне МСК (московское время). Смещение применяемого времени относительно UTC составляет +3:00.

## Население
| 2010 |
| ---- |
| 14   |